# Gigantochernes rudis
Gigantochernes rudis är en spindeldjursart som först beskrevs av Luigi Balzan 1887.  Gigantochernes rudis ingår i släktet Gigantochernes och familjen blindklokrypare. Inga underarter finns listade i Catalogue of Life.